# Christian Lukes
Christian Lukes (né le 28 juillet 1969 à Wertingen) est un joueur de hockey sur glace professionnel allemand.

## Biographie
Le défenseur commence sa carrière dans l'équipe de jeunes de l'ESV Kaufbeuren puis parmi les professionnels en 1988. En 1993, il rejoint l'EHC Munich avec qui il obtient son premier titre de champion d'Allemagne en 1994 (de) et fait sa première saison dans le nouveau championnat élite, la DEL.
En 1995, il signe pour les Adler Mannheim. Avec cette équipe, il remporte quatre titres de championnat d'Allemagne en six saisons. Il en est le quatrième joueur à avoir joué le plus grand nombre de matchs avec le nombre de 349.
En 2001, il rejoint le Augsburger Panther où il termine sa carrière à la fin de la saison 2003-2004.

## Titres et récompenses[1]
- 1994 Champion d'Allemagne avec l'EHC Munich
- 1997 Champion d'Allemagne avec les Adler Mannheim
- 1998 Champion d'Allemagne avec les Adler Mannheim
- 1999 Champion d'Allemagne avec les Adler Mannheim
- 2001 Champion d'Allemagne avec les Adler Mannheim

## Statistiques
| Saison               | Équipe               | Ligue                |     | Saison régulière | Saison régulière | Saison régulière | Saison régulière | Saison régulière |   | Séries éliminatoires | Séries éliminatoires | Séries éliminatoires | Séries éliminatoires | Séries éliminatoires |
| Saison               | Équipe               | Ligue                | PJ  | B                | A                | Pts              | Pun              | PJ               | B | A                    | Pts                  | Pun                  |                      |                      |
| 1988-1989            | ESV Kaufbeuren       | 1. Bundesliga        | 24  | 1                | 0                | 1                | 10               | 12               | 2 | 1                    | 3                    | 28                   |                      |                      |
| 1989-1990            | ESV Kaufbeuren       | 2. Bundesliga        | 34  | 5                | 13               | 18               | 32               |                  |   |                      |                      |                      |                      |                      |
| 1990-1991            | ESV Kaufbeuren       | 2. Bundesliga        | 35  | 8                | 15               | 23               | 48               |                  |   |                      |                      |                      |                      |                      |
| 1991-1992            | ESV Kaufbeuren       | 1. Bundesliga        | 42  | 3                | 15               | 18               | 36               |                  |   |                      |                      |                      |                      |                      |
| 1992-1993            | ESV Kaufbeuren       | 1. Bundesliga        | 37  | 7                | 12               | 19               | 14               |                  |   |                      |                      |                      |                      |                      |
| 1993-1994            | EHC Munich           | 1. Bundesliga        |     | 1                | 6                | 7                | 30               |                  |   |                      |                      |                      |                      |                      |
| 1994-1995            | Maddogs München      | DEL                  | 27  | 1                | 3                | 4                | 38               | -                | - | -                    | -                    | -                    |                      |                      |
| 1994-1995            | Adler Mannheim       | DEL                  | 14  | 0                | 4                | 4                | 18               | 10               | 2 | 0                    | 2                    | 4                    |                      |                      |
| 1995-1996            | Adler Mannheim       | DEL                  | 46  | 6                | 12               | 18               | 42               | 8                | 0 | 1                    | 1                    | 0                    |                      |                      |
| 1996-1997            | Adler Mannheim       | DEL                  | 40  | 5                | 2                | 7                | 2                | 9                | 0 | 0                    | 0                    | 4                    |                      |                      |
| 1997-1998            | Adler Mannheim       | DEL                  | 35  | 0                | 0                | 0                | 41               | 12               | 0 | 2                    | 2                    | 8                    |                      |                      |
| 1998-1999            | Adler Mannheim       | DEL                  | 46  | 4                | 4                | 8                | 12               | 3                | 0 | 1                    | 1                    | 0                    |                      |                      |
| 1999-2000            | Adler Mannheim       | DEL                  | 54  | 3                | 8                | 11               | 24               | 5                | 0 | 0                    | 0                    | 2                    |                      |                      |
| 2000-2001            | Adler Mannheim       | DEL                  | 55  | 3                | 3                | 6                | 20               | 12               | 0 | 0                    | 0                    | 12                   |                      |                      |
| 2001-2002            | Augsburger Panther   | DEL                  | 59  | 6                | 16               | 22               | 40               | 4                | 0 | 1                    | 1                    | 0                    |                      |                      |
| 2002-2003            | Augsburger Panther   | DEL                  | 47  | 2                | 8                | 10               | 64               | -                | - | -                    | -                    | -                    |                      |                      |
| 2003-2004            | Augsburger Panther   | DEL                  | 50  | 1                | 7                | 8                | 46               | -                | - | -                    | -                    | -                    |                      |                      |
| Totaux 2. Bundesliga | Totaux 2. Bundesliga | Totaux 2. Bundesliga | 69  | 13               | 28               | 41               | 80               | -                | - | -                    | -                    | -                    |                      |                      |
| Totaux 1. Bundesliga | Totaux 1. Bundesliga | Totaux 1. Bundesliga | 147 | 12               | 33               | 45               | 90               | 12               | 2 | 1                    | 3                    | 28                   |                      |                      |
| Totaux DEL           | Totaux DEL           | Totaux DEL           | 473 | 31               | 67               | 98               | 347              | 63               | 2 | 5                    | 7                    | 30                   |                      |                      |

## Source, notes et références
1. ↑  (en) « Christian Lukes », sur eurohockey.com (consulté le 27 avril 2023).
2. ↑  (en) « Christian Lukes hockey statistics & profile », sur The Internet Hockey Database.